# Dezerter
Dezerter (iz francoščine déserteur) je po vojaškem in vojnem pravu vsak pripadnik oboroženih sil, ki brez dovoljenja (samovoljno) zapusti svojo enoto oz. zapusti svoj položaj. V vojnem času se po navadi dezerterstvo kaznuje s smrtjo, v mirnem času pa z degradacijo in večletno zaporno kaznijo.